# Nyctalus furvus
Nyctalus furvus — вид рукокрилих родини Лиликові (Vespertilionidae).

## Поширення, поведінка
Країни проживання: Японія. Житель первинних лісів. Лаштує сідала в дуплах дерев, і одна зимуюча колонія була знайдена в будівлі.

## Загрози та охорона
Вирубка лісів і втручання людини являє собою серйозну загрозу. Присутній в охоронних районах.